# Alstom Transport
 (juin 2018).
Si vous disposez d'ouvrages ou d'articles de référence ou si vous connaissez des sites web de qualité traitant du thème abordé ici, merci de compléter l'article en donnant les références utiles à sa vérifiabilité et en les liant à la section « Notes et références ».
Alstom Transport est la filiale d'Alstom rassemblant les activités liées aux transports ferroviaires. Fondée en 1992, la société possède son siège social au 48, rue Albert-Dhalenne à Saint-Ouen-sur-Seine. Depuis octobre 2015, son directeur est Jean-Baptiste Eymeoud.

## Informations économiques
Alstom Transport développe, construit et vend des produits et services liés à l'industrie ferroviaire : tramways, autorails, locomotives de traction, rames diesel, électriques et métros, trains à grande vitesse, matériels ferroviaires, systèmes d'informations, matériels et signaux de passage à niveau.
À la suite de la vente des activités turbines et GRID de Alstom à General Electric, Alstom Transport est devenu Alstom.
Le 16 septembre 2020, Alstom Transport annonce la signature du contrat d’acquisition des activités ferroviaires de Bombardier Transport, ce qui fait de la Caisse de dépôt et placement du Québec le premier actionnaire du nouveau groupe avec 18 % de son capital. Dans le cadre de cette fusion, Alstom doit cependant céder des sites comme celui de Reichshoffen, pour lequel le constructeur ferroviaire espagnol CAF et le groupe tchèque Škoda Transportation se portent candidats.
Le 24 novembre 2021, CAF annonce la reprise des plateformes ferroviaires Coradia Polyvalent de l'usine Alstom de Reichshoffen, en France (Alsace) ainsi que le transfert de la propriété intellectuelle et de 25 % des ingénieurs du site berlinois de Hennigsdorf (Berlin) pour les Talent 3, conformément aux exigences de la Commission européenne pour valider la fusion d'Alstom et de Bombardier. Ce rachat s'est fait aux dépens de l'autre candidat le tchèque Škoda Transportation. Le transfert sera effectif à compter du second semestre 2022.

## Produits
- Matériel roulant

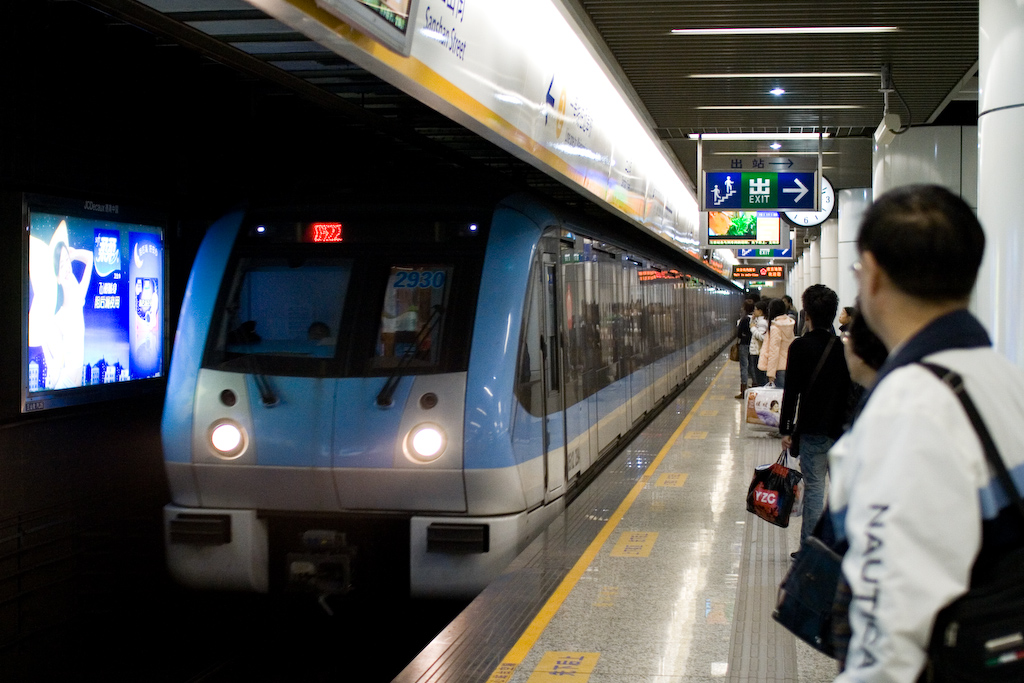
Métro de Nankin (Chine)

  - Alstom est fabricant de TGV et d'AGV, d'Autorails Diesel, de tramways Citadis, de métros Metropolis, de trains urbains avec les X'Trapolis, de trains régionaux Coradia, de locomotives Prima.

- Infrastructures ferroviaires
  - Alstom développe, produit et installe également des infrastructures liées aux réseaux ferroviaires. Cela comprend les systèmes d'information, les passages à niveau, les réseaux de communication, d'électricité, de pilotage, les ateliers et dépôts.

- Services
  - L'entreprise vend des prestations pour la rénovation et la maintenance à court ou long terme de véhicules de transport sur rail. Elle propose aussi des pièces détachées.

## Communication

### Activité de lobbying en France
Pour l'année 2017, Alstom Transport déclare à la Haute Autorité pour la transparence de la vie publique exercer des activités de lobbying en France pour un montant qui n'excède pas 75 000 euros.[pertinence contestée]

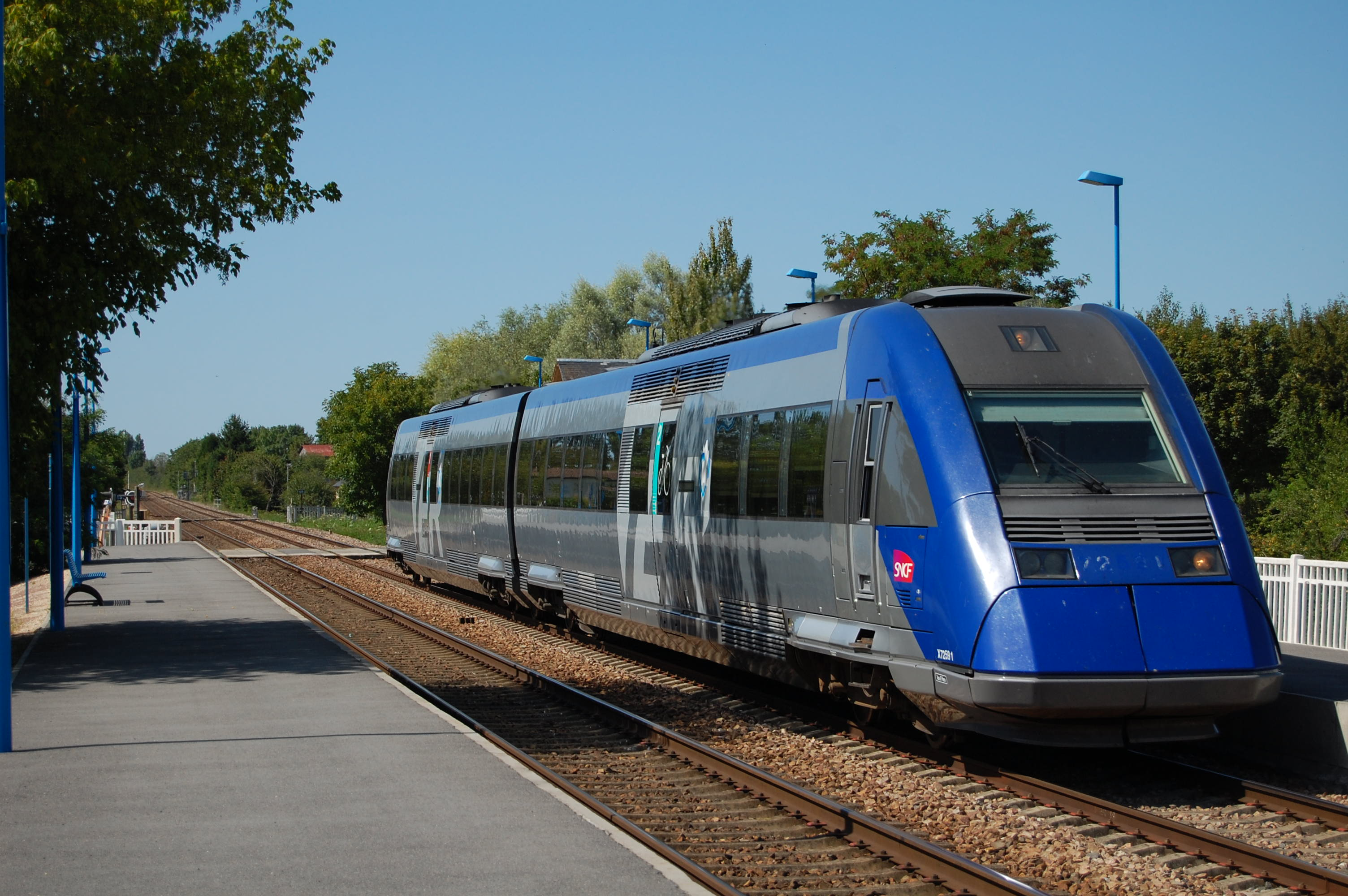
Alstom X 72500 du TER Rhône-Alpes (SNCF)